# Chamra (Bik'at ha-Jarden)
Chamra (hebrejsky חַמְרָה, podle aramejského slova označujícího „víno“ a podle místního názvu Tel Chamra,, v oficiálním přepisu do angličtiny Hamra) je vesnice typu mošav a izraelská osada na Západním břehu Jordánu v distriktu Judea a Samaří a v Oblastní radě Bik'at ha-Jarden.

## Geografie
Nachází se v nadmořské výšce 55 metrů pod úrovní moře na západním okraji Jordánského údolí. Leží cca 38 kilometrů severně od centra Jericha, cca 50 kilometrů severovýchodně od historického jádra Jeruzalému a cca 63 kilometrů severovýchodně od centra Tel Avivu. Chamra je na dopravní síť Západního břehu Jordánu napojena pomocí místní silnice číslo 508, která je součástí takzvané Alonovy silnice, jež dál k severovýchodu pokračuje jako silnice číslo 578 - významné severojižní dopravní osy vedoucí podél západního okraje Jordánského údolí. Mošav stojí cca 12 kilometrů od řeky Jordán, která zároveň tvoří mezinárodní hranici mezi Izraelem kontrolovaným Západním břehem Jordánu a Jordánským královstvím.
Vesnice je součástí územně souvislého pásu izraelských zemědělských osad, které se táhnou podél Alonovy silnice. Západně od něj se ovšem nacházejí lidnatá palestinská sídla na východním okraji Samařska (město Bajt Dadžan) a další palestinské obce leží na východ od osady Chamra, blíž k řece Jordán (například Furuš Bajt Dadžan). Chamra leží na úpatí hřbetu hornatiny Samařska, která se na západní straně zvedá z příkopové propadliny Jordánského údolí.

## Dějiny
Chamra leží na Západním břehu Jordánu, jehož osidlování bylo zahájeno Izraelem po jeho dobytí izraelskou armádou, tedy po roce 1967. Jordánské údolí patřilo mezi oblasti, kde došlo k zakládání izraelských osad nejdříve. Takzvaný Alonův plán totiž předpokládal jeho cílené osidlování a anexi.
Vesnice vznikla roku 1971. Už 13. září 1970 rozhodla izraelská vláda, že v této oblasti urychlí přípravu na zřízení nové osady Chamra. K jejímu založení došlo na jaře 1971.
Část obyvatel se živí zemědělstvím. Na jižní a západní straně vesnici obklopují rozsáhlé plochy skleníků a budovy pro chov hospodářských zvířat. Detailní územní plán obce umožňuje výhledovou kapacitu 100 bytů, z nichž zatím postaveno 73. Obec zároveň chystá nový územní plán, který má navíc umožňovat výstavbu dalších 361 bytových jednotek (dle stavu k roku 2006 ještě nebyl schválen).
Počátkem 21. století nebyla Chamra stejně jako celá plocha Oblastní rady Bik'at ha-Jarden zahrnuta do projektu Izraelské bezpečnostní bariéry. Izrael si od konce 60. let 20. století v intencích Alonova plánu hodlal celý pás Jordánského údolí trvale ponechat. Budoucnost vesnice závisí na parametrech případné mírové dohody mezi Izraelem a Palestinci. 9. září 2001 byl jeden obyvatel osady zastřelen při teroristickém útoku na křižovatce Adam Junction. 6. února 2002 pak přímo do vesnice pronikl palestinský útočník přestrojený za vojáka izraelské armády. Zavraždil matku, její dceru a jednoho vojáka. K útoku se přihlásilo hnutí Fatah i Hamas.

## Demografie
Obyvatelstvo Chamra je v databázi rady Ješa popisováno jako sekulární. Podle údajů z roku 2014 tvořili naprostou většinu obyvatel Židé (včetně statistické kategorie "ostatní", která zahrnuje nearabské obyvatele židovského původu ale bez formální příslušnosti k židovskému náboženství).
Jde o menší obec vesnického typu s dlouhodobě kolísající populací. K 31. prosinci 2014 zde žilo 124 lidí. Během roku 2014 registrovaná populace stoupla o 8,8 %.
| Rok            | 1983 | 1993 | 1994 | 1995 | 1996 | 1997 | 1998 | 1999 | 2000 |
| -------------- | ---- | ---- | ---- | ---- | ---- | ---- | ---- | ---- | ---- |
| Počet obyvatel | 177  | 164  | 168  | 169  | 146  | 141  | 147  | 149  | 147  |

| Rok            | 2001 | 2002 | 2003 | 2004 | 2005 | 2006 | 2007 | 2008 | 2009 | 2010 | 2011 | 2012 | 2013 | 2014 |
| -------------- | ---- | ---- | ---- | ---- | ---- | ---- | ---- | ---- | ---- | ---- | ---- | ---- | ---- | ---- |
| Počet obyvatel | 143  | 136  | 131  | 125  | 132  | 132  | 119  | 111  | 91   | 88   | 94   | 110  | 114  | 124  |